# Blackall
Blackall är en ort i Australien. Den ligger i kommunen Blackall Tambo och delstaten Queensland, omkring 830 kilometer nordväst om delstatshuvudstaden Brisbane. Blackall ligger 287 meter över havet och antalet invånare är 1 160.
Trakten runt Blackall är nära nog obefolkad, med mindre än två invånare per kvadratkilometer..
Omgivningarna runt Blackall är i huvudsak ett öppet busklandskap. Genomsnittlig årsnederbörd är 578 millimeter. Den regnigaste månaden är februari, med i genomsnitt 146 mm nederbörd, och den torraste är april, med 15 mm nederbörd.